# Pink Revolution
Pink Revolution là full album phòng thu thứ ba của nhóm nhạc nữ Hàn Quốc Apink. Album được phát hành vào ngày 26 tháng 9 năm 2016. Bài hát chủ đề, "Only One", được sử dụng để quảng bá album.

## Bối cảnh và phát hành
Vào ngày 3 tháng 9 năm 2016, những hình ảnh đầu tiên về sự trở lại của nhóm được đăng tải trên các trang mạng. Sau đó, vào ngày 5 tháng 9, công ty chủ quản bắt đầu đăng tải hình ảnh các thành viên trong đợt trở lại này. Ngày 13 tháng 9, công ty cho đăng tải hình ảnh trắng đen của các thành viên đổng thời cùng với danh sách bài hát trong album này. Một đoạn teaser ngắn của bài hát chủ đề được đăng tải vào ngày 19 tháng 9. Tới ngày 21 tháng 9, một video tổng quan giai điệu của các bài hát được đăng tải trên trang Youtube chính thức. Ngày 23 tháng 9, đoạn teaser thứ hai được đăng tải.
Album được phát hành vào ngày 26 tháng 9 năm 2016. Trong buổi showcare giới thiệu album, các thành viên Apink hy vọng người hâm mộ sẽ nhìn nhận nhóm theo hướng trưởng thành hơn.

## Đĩa đơn
Đĩa đơn đầu tiên của album, "The Wave" được phát hành vào ngày 19 tháng 4 năm 2016 nhân kỷ niệm 5 năm thành lập nhóm.
Đĩa đơn thứ hai, "Only One", được phát hành vào ngày 26 tháng 9 năm 2016, phần lời được Black Eyed Pilseung sáng tác.

## Danh sách bài hát
| Digital download | Digital download               | Digital download                          | Digital download                                                             | Digital download                | Digital download |
| STT              | Nhan đề                        | Phổ lời                                   | Phổ nhạc                                                                     | Arrangement                     | Thời lượng       |
| ---------------- | ------------------------------ | ----------------------------------------- | ---------------------------------------------------------------------------- | ------------------------------- | ---------------- |
| 1.               | "Only One" (내가 설렐 수 있게) | Black Eyed Pilseung                       | Black Eyed Pilseung                                                          | Rado                            | 3:13             |
| 2.               | "Oh Yes"                       | Beom & Nang                               | Beom & Nang                                                                  | Shinsadong Tiger                | 3:23             |
| 3.               | "Boom Pow Love"                | Beom & Nang, Chang Hye-won                | Jin By Jin, Anne Judith Wik, Nermin Harambasic, Hayley Aitken, Remee Jackson | Jin By Jin                      | 3:16             |
| 4.               | "Fairy"                        | Jang Yun-jeong                            | 검은띠뮤직(B.B.M)                                                            | 검은띠뮤직(B.B.M)               | 4:11             |
| 5.               | "Drummer Boy"                  | Lee Woo-Min 'collapsedone', Mayu Wakisaka | Lee Woo-Min 'collapsedone', Mayu Wakisaka                                    | Lee Woo-Min 'collapsedone'      | 3:36             |
| 6.               | "To. Us"                       | Park Cho-rong                             | Jang Jeong-seok, Yun Jong-seong, Ayake Miyake                                | Jang Jeong-seok, Yun Jong-seong | 3:34             |
| 7.               | "Ding Dong"                    | Zigzag Note, Kang Myeong-sin, 노는어린이  | Zigzag Note, Kang Myeong-sin                                                 | Zigzag Note, Kang Myeong-sin    | 3:48             |
| 8.               | "Catch Me"                     | Beom & Nang                               | Beom & Nang                                                                  | Beom & Nang                     | 3:42             |
| 9.               | "The Wave" (네가 손짓해주면)   | Kim Jin-hwan, Park Cho-rong               | Kim Jin-hwan                                                                 | Kim Jin-hwan                    | 4:20             |
| Tổng thời lượng: | Tổng thời lượng:               | Tổng thời lượng:                          | Tổng thời lượng:                                                             | Tổng thời lượng:                | 33:01            |

## Xếp hạng
| Bảng xếp hạng                      | Vị trí cao nhất |
| ---------------------------------- | --------------- |
| Bảng xếp hạng album tuần của Gaon  | 2               |
| Bảng xếp hạng album tháng của Gaon | 5               |
| Bảng xếp hạng album năm của Gaon   | 59              |

### Doanh số và chứng nhận
| Nhà cung cấp (2016)         | Số lượng |
| --------------------------- | -------- |
| Bảng xếp hạng đĩa cứng Gaon | 53.569+  |